# World Series of Poker Europe
De World Series of Poker Europe (WSOPE) vormen een jaarlijkse reeks pokertoernooien die sinds 2007 worden gehouden. Het evenement is een eerste officiële uitbreiding van de eveneens jaarlijkse World Series of Poker (WSOP) in de Verenigde Staten, die sinds 1970 bestaan.

## Geschiedenis
De Amerikaanse Caesars Entertainment Corporation (toen nog genaamd Harrah's Entertainment) kocht in 2004 de rechten van het merk WSOP en nam later London Clubs International over, dat casino's in onder meer het Engelse Londen, Southend-on-Sea en Brighton exploiteert. Daarmee kon Caesars  de WSOP uitbreiden naar Europa. Het ging hierbij wel samenwerken met het Engelse Betfair, dat al een grote reputatie in Europa had opgebouwd.
Door de oprichting van de World Series of Poker Europe werd het voor het eerst mogelijk voor spelers om een officiële WSOP kampioenschapsarmband (Championship Bracelet) te winnen zonder daarvoor naar Las Vegas te hoeven reizen. De World Series of Poker hielden al wel toernooien die buiten het officiële jaarlijkse evenement vielen op andere locaties (zogenaamde circuit events), maar daaraan zijn geen bracelets en officiële WSOP-titels verbonden.
Een ander verschil tussen de WSOP en de WSOPE is te vinden in de wetgeving. Het is in Nevada bij wet verboden voor personen jonger dan 21 jaar om deel te nemen aan een casinospel. In Engeland ligt deze leeftijdsgrens op achttien jaar, waardoor Annette Obrestad in 2007 één dag voor haar negentiende verjaardag de jongste officiële winnaar van een WSOP Championship Bracelet ooit kon worden.

## Toernooiwinnaars

### 2007
- Accommodaties: Fifty, Empire Casino (Leicester Square) en The Sportsman (alle drie van London Clubs International)
- Datum: 6 tot en met 16 september 2007
- Totaal aantal toernooien: 3

| Toernooi                            | Winnaar          | Prijs        | Deelnemers | Verliezend finalist |
| ----------------------------------- | ---------------- | ------------ | ---------- | ------------------- |
| £2.500 H.O.R.S.E.                   | Thomas Bihl      | £70.875,-    | 105        | Jennifer Harman     |
| £5,000 Pot Limit Omaha              | Dario Alioto     | £234.390,-   | 165        | Istvan Novak        |
| £10.000 No Limit Hold'em Main Event | Annette Obrestad | £1.000.000,- | 362        | John Tabatabai      |

### 2008
- Accommodatie: Empire Casino, Leicester Square, Londen
- Datum: 19 september tot en met 2 oktober 2008
- Totaal aantal toernooien: 4

| Toernooi                            | Winnaar          | Prijs      | Deelnemers | Verliezend finalist |
| ----------------------------------- | ---------------- | ---------- | ---------- | ------------------- |
| £1.500 No-Limit Hold'em             | Jesper Hougaard  | £144.218,- | 410        | Fuad Serhan         |
| £2.500 H.O.R.S.E.                   | Sherkhan Farnood | £76.999,-  | 110        | Ivo Donev           |
| £5.000 Pot-Limit Omaha              | Theo Jørgensen   | £218.626,- | 165        | Sorel Mizzi         |
| £10.000 No Limit Hold'em Main Event | John Juanda      | £868.800,- | 362        | Stanislav Alekhin   |

### 2009
- Accommodatie: Empire Casino, Leicester Square, Londen
- Datum: 17 september tot en met 1 oktober 2009
- Totaal aantal toernooien: 4

| Toernooi                            | Winnaar       | Prijs      | Deelnemers | Verliezend finalist |
| ----------------------------------- | ------------- | ---------- | ---------- | ------------------- |
| £1.000 No-Limit Hold'em             | J.P. Kelly    | £136.803,- | 608        | Fabien Dunlop       |
| £2.500 Pot Limit Hold'em/Omaha      | Erik Cajelais | £104.677,- | 158        | Mats Gavatin        |
| £5.000 Pot-Limit Omaha              | Jani Vilmunen | £204.048,- | 154        | Howard Lederer      |
| £10.000 No Limit Hold'em Main Event | Barry Shulman | £801.603,- | 334        | Daniel Negreanu     |

### 2010
- Accommodatie: Empire Casino, Leicester Square, Londen
- Datum: 14 tot 28 september 2010
- Totaal aantal toernooien: 5

| Toernooi                                      | Winnaar       | Prijs      | Deelnemers | Verliezend finalist |
| --------------------------------------------- | ------------- | ---------- | ---------- | ------------------- |
| £2.650 Six Handed No Limit Hold'em            | Phil Laak     | £170.802,- | 244        | Andrew Pantling     |
| £5.250 Pot Limit Hold'em/Omaha                | Jeff Lisandro | £159.514,- | 120        | Joe Serock          |
| £1.075 No Limit Hold'em                       | Scott Shelley | £133.857,- | 582        | J.P. Kelly          |
| £10.350 No Limit Hold'em High Roller Heads-Up | Gus Hansen    | £288.409,- | 103        | Jim Collopy         |
| £10.350 WSOPE Championship No Limit Hold'em   | James Bord    | £830.401,- | 346        | Fabrizio Baldassari |

### 2011
- Accommodatie: Le Croisette Casino Barrière, Cannes
- Datum: 7 tot en met 20 oktober 2011
- Totaal aantal toernooien: 7

| Toernooi                                          | Winnaar           | Prijs        | Deelnemers | Verliezend finalist |
| ------------------------------------------------- | ----------------- | ------------ | ---------- | ------------------- |
| €2.680 Six Handed No Limit Hold'em                | Guillaume Humbert | €215.999,-   | 360        | Azusa Maeda         |
| €1.090 No Limit Hold'em                           | Andrew Hinrichsen | €148.030,-   | 771        | Gianluca Speranza   |
| €5.300 Pot Limit Omaha                            | Steve Billirakis  | €238.140,-   | 180        | Michele Di Lauro    |
| €3.200 No Limit Hold'em (Shootout)                | Tristan Wade      | €182.048,-   | 258        | Michael Watson      |
| €10.400 No Limit Hold'em (Split Format)           | Michael Mizrachi  | €336.008,-   | 125        | Shawn Buchanan      |
| €1.620 Six-Handed Pot Limit Omaha                 | Philippe Boucher  | €124.584,-   | 339        | Michel Dattani      |
| €10.400 WSOPE Main Event Championship             | Elio Fox          | €1.400.000,- | 593        | Chris Moorman       |
| €550 No-Limit Hold'Em Ladies Event (non-bracelet) | Barbara Martinez  | €16.128,-    | 112        | Eleanor Gudger      |

### 2012
- Accommodatie: Le Croisette Casino Barrière, Cannes
- Datum: 21 september tot en met 4 oktober 2012
- Totaal aantal toernooien: 7

| Toernooi                                           | Winnaar                   | Prijs        | Deelnemers | Verliezend finalist |
| -------------------------------------------------- | ------------------------- | ------------ | ---------- | ------------------- |
| €2.500 (+ €200) Six Handed No Limit Hold'em        | Imed Ben Mahmoud          | €147.099,-   | 227        | Yannick Bonnet      |
| €1.000 (+ €100) No Limit Hold'em                   | Antonio Esfandiari        | €126.207,-   | 626        | Remi Bollengier     |
| €5.000 (+ €300) Pot Limit Omaha                    | Roger Hairabedian         | €142.590,-   | 97         | Ville Mattila       |
| €3.000 (+ €250) No Limit Hold'em Shootout          | Giovanni Rosadoni         | €107.614,-   | 141        | Dan O'Brien         |
| €10.000 (+ €450) Mixed-Max No Limit Hold'em        | Jonathan Aguiar           | €258.047,-   | 96         | Brandon Cantu       |
| €1.500 (+ €150) Six-Handed Pot Limit Omaha         | Francisco Da Costa Santos | €83.275,-    | 206        | Ana Marquez         |
| €10.000 (+ €450) WSOPE Main Event No-Limit Hold'em | Phil Hellmuth             | €1.022.376,- | 420        | Sergii Baranov      |

### 2013
- Accommodatie: Casino Barriere, Enghien-les-Bains
- Datum: 11 oktober tot en met 25 oktober 2013

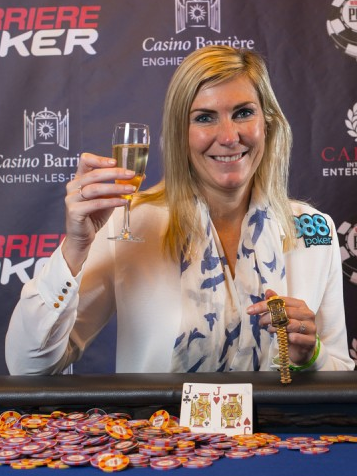
Jackie Glazier, winnares van het Ladies-toernooi

- Totaal aantal toernooien: 8

| Toernooi                                           | Winnaar           | Prijs        | Deelnemers | Verliezend finalist  |
| -------------------------------------------------- | ----------------- | ------------ | ---------- | -------------------- |
| €1.000 (+€100) Ladies No-Limit Hold'em             | Jacky Glazier     | €21.850,-    | 65         | Maryline Valente     |
| €1.000 (+€100) No-Limit Hold’em Re-Entry           | Henrik Johansson  | €129.700,-   | 659        | Adriano Torre-Grossa |
| €5.000 (+€300) Mixed-Max No-Limit Hold’em          | Darko Stojanovic  | €188.160,-   | 140        | Dan O'Brien          |
| €1.500 (+€150) Pot Limit Omaha                     | Jeremy Ausmus     | €70.324,-    | 184        | Juha Helppi          |
| €2.000 (+€200) No Limit Hold’em                    | Roger Hairabedian | €148.820,-   | 337        | Erik Seidel          |
| €3.000 (+€250) Mixed-Max Pot-Limit Omaha           | Noah Schwartz     | €104.580,-   | 127        | Ludovic Lacay        |
| €10.000 (+ €450) WSOPE Main Event No-Limit Hold'em | Adrián Mateos     | €1.000.000,- | 375        | Fabrice Soulier      |
| €25.000 (+€600) High Roller No-Limit Hold’em       | Daniel Negreanu   | €725.000,-   | 80         | Nicolau Villa-Lobos  |

De organisatie van de World Series of Poker maakte in november 2013 bekend dat de WSOP Europe en de World Series of Poker Asia Pacific allebei verdergingen als tweejaarlijks evenement. Met ingang van 2014 vond er in de even jaartallen een WSOP Asia Pacific plaats en in de oneven jaartallen een WSOP Europe.

### 2015
- Accommodatie: Spielbank Casino, Berlijn
- Datum: 8 oktober tot en met 24 oktober 2015
- Totaal aantal toernooien: 10

| Toernooi                               | Winnaar               | Prijs      | Deelnemers | Verliezend finalist |
| -------------------------------------- | --------------------- | ---------- | ---------- | ------------------- |
| €2.200 Six Handed No Limit Hold'em     | Makarios Avramidis    | €105.000,- | 197        | Frederic Schwarzer  |
| €550 The Oktoberfest No Limit Hold'em  | Dietrich Fast         | €157.749,- | 2144       | John Gale           |
| €3.250 Eight Handed Pot Limit Omaha    | Richard Gryko         | €126.345,- | 161        | Mike Leah           |
| €1.650 Monster Stack No Limit Hold'em  | Ryan Hefter           | €176.205,- | 580        | Gilbert Diaz        |
| €2.200 Mixed Event                     | Alex Komaromi         | €65.740,-  | 113        | Scott Clements      |
| €3.250 No Limit Hold'em                | Pavlos Xanthopoulos   | €182.510,- | 256        | Mario Lopez         |
| €550 Pot Limit Omaha                   | Barny Boatman         | €54.725,-  | 503        | Grzegorz Grochulski |
| €1.100 Turbo No Limit Hold'em Re-Entry | Georgios Sotiropoulos | €112.133,- | 546        | Paul Tedeschi       |
| €10.450 No Limit Hold'em Main Event    | Kevin MacPhee         | €883.000,- | 313        | David Lopez         |
| €25.600 High Roller No Limit Hold'em   | Jonathan Duhamel      | €554.395,- | 64         | Davidi Kitai        |

### 2017
- Accommodatie: King's Casino, Rozvadov
- Datum: 19 oktober tot en met 10 november 2017

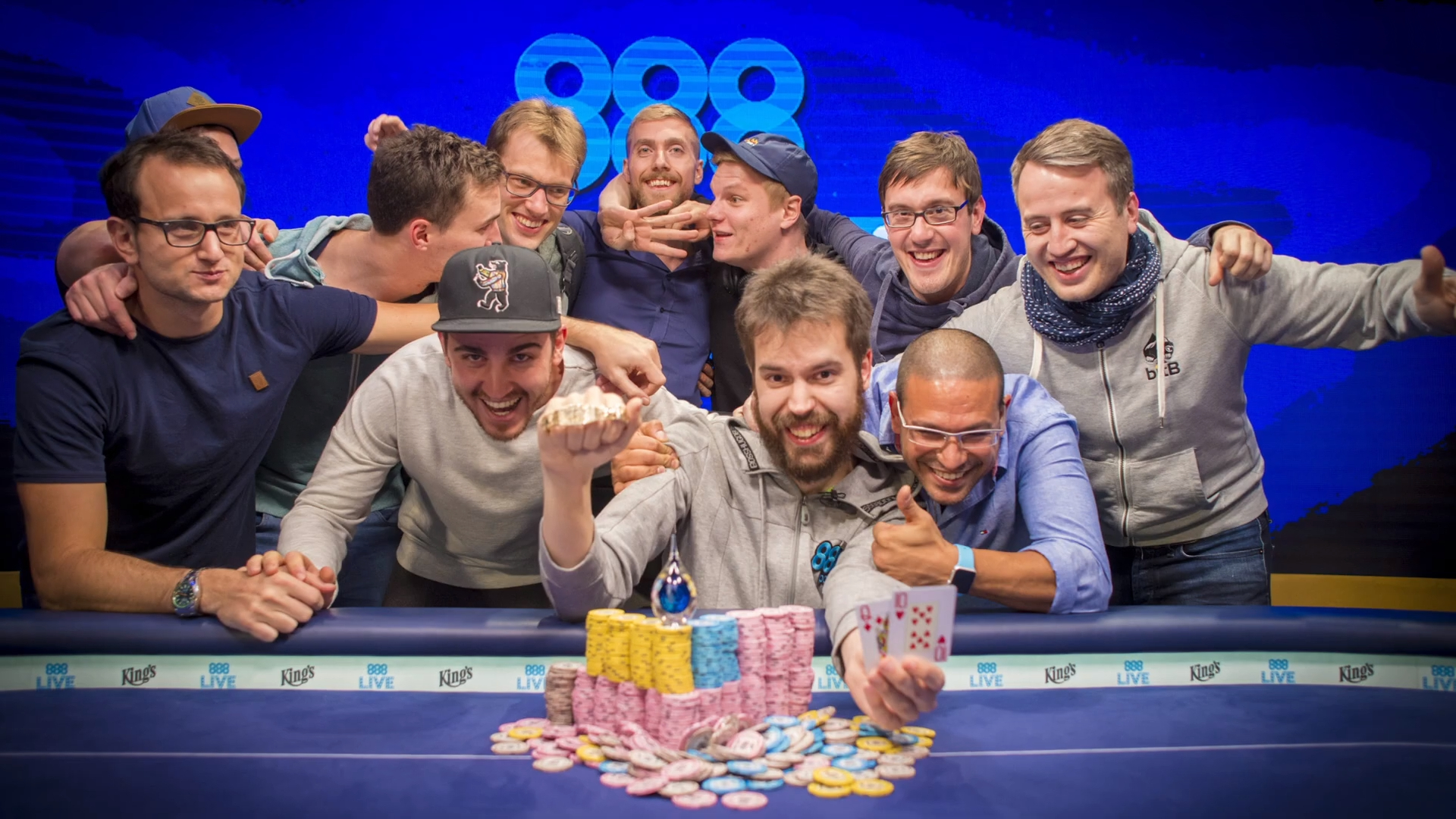
Dominik Nitsche, winnaar van de High Roller for One Drop

- Totaal aantal toernooien: 11

| #  | Toernooi                                           | Winnaar             | Prijs      | Deelnemers | Verliezend finalist |
| -- | -------------------------------------------------- | ------------------- | ---------- | ---------- | ------------------- |
| 1  | €1.100 No Limit Hold'em Monster Stack              | Oleksandr Shcherbak | €117.707   | 561        | Viliyan Petleshkov  |
| 2  | €550 Pot Limit Omaha                               | Andreas Klatt       | €56.400    | 523        | Nico Ehlers         |
| 3  | €1.100 No Limit Hold'em Super Turbo Bounty         | Martin Kabrhel      | €53.557    | 325        | Philipp Caranica    |
| 4  | €1.650 No Limit Hold'em Six-Handed                 | Theodore McQuilkin  | €88.043    | 240        | Jan Bednar          |
| 5  | €550 The Colossus No Limit Hold'em                 | Matous Skorepa      | €270.015   | 4.115      | Florian Fuchs       |
| 6  | €2.200 Pot Limit Omaha                             | Lukas Zaskodny      | €93.677    | 191        | Allen Kessler       |
| 7  | €1.650 Pot Limit Omaha Hi-Lo 8 or Better           | Chris Ferguson      | €39.289    | 92         | Stanislav Wright    |
| 8  | €1.100 Little One for One Drop No Limit Hold'em    | Albert Hoekendijk   | €170.764   | 868        | Thomas Hofmann      |
| 9  | €25.000 No Limit Hold'em High Roller               | Niall Farrell       | €745.287   | 113        | Benjamin Pollak     |
| 10 | €111.111 High Roller for One Drop No Limit Hold'em | Dominik Nitsche     | €3.487.463 | 132        | Andreas Eiler       |
| 11 | €10.350 No Limit Hold'em Main Event                | Marti Roca          | €1.115.207 | 529        | Gianluca Speranza   |

### 2018
- Accommodatie: King's Casino, Rozvadov
- Datum: 9 oktober tot en met 2 november 2018
- Totaal aantal toernooien: 10

| #  | Toernooi                                    | Deelnemers | Winnaar        | Prijs      | Verliezend finalist |
| -- | ------------------------------------------- | ---------- | -------------- | ---------- | ------------------- |
| 1  | €550 Colossus                               | 2.992      | Tamir Segal    | €203.820   | Wojciech Wyrebski   |
| 2  | €1.650 No Limit Hold'em 6-Handed Deepstack  | 221        | Asi Moshe      | €82.280    | Robert Schulz       |
| 3  | €550 Pot Limit Omaha 8-Handed               | 572        | Hanh Tran      | €59.623    | Oleg Pavlyuchuk     |
| 4  | €1.100 No Limit Hold'em Turbo Bounty Hunter | 387        | Mykhailo Gutyi | €61.000    | Florian Sarnow      |
| 5  | €1.100 Monster Stack                        | 666        | Timur Margolin | €134.407   | Raul Villarroel     |
| 6  | €1.650 Mixed PLO/NLHE                       | 241        | Norbert Szecsi | €86.956    | Shaun Deeb          |
| 7  | €2.200 Pot Limit Omaha 8-Handed             | 187        | Anson Tsang    | €91.730    | Ilya Bulychev       |
| 8  | €25.500 Super High Roller                   | 133        | Michael Addamo | €848.702   | Christian Rudolph   |
| 9  | €100.000 King's Super High Roller           | 95         | Martin Kabrhel | €2.624.340 | David Peters        |
| 10 | €10.350 Main Event                          | 534        | Jack Sinclair  | €1.122.239 | Laszlo Bujtas       |

### 2019
- Accommodatie: King's Resort, Rozvadov
- Datum: 13 oktober tot en met 4 november 2019
- Totaal aantal toernooien: 15

| #  | Toernooi                                        | Deelnemers | Winnaar              | Prijs      | Verliezend finalist  |
| -- | ----------------------------------------------- | ---------- | -------------------- | ---------- | -------------------- |
| 1  | €350 Opener No Limit Hold'em                    | 1.011      | Renat Bohdanov       | €53.654    | Norbert Mosonyi      |
| 2  | €550 Pot Limit Omaha 8-Handed                   | 476        | Dash Dudley          | €51.600    | Christopher Back     |
| 3  | €1.350 Mini Main Event No Limit Hold'em         | 766        | Vangelis Kaimakamis  | €167.056   | Shahar Levi          |
| 4  | €250.000 Super High Roller No Limit Hold'em     | 30         | James Chen           | €2.844.215 | Chin Wei Lim         |
| 5  | €2.500 8-Game Mix                               | 71         | Espen Sandvik        | €75,246    | Ville Haavisto       |
| 6  | €25.500 Short Deck High Roller No Limit Hold'em | 111        | Siamak Tooran        | €740.992   | Thai Ha              |
| 7  | €1.100 Turbo Bounty Hunter No Limit Hold'em     | 377        | Tomas Fara           | €59.904    | Nisad Muratovic      |
| 8  | €25.500 Platinum High Roller No Limit Hold'em   | 83         | Kahle Burns          | €596.883   | Sam Trickett         |
| 9  | €1.650 Pot Limit Omaha/No Limit Hold'em Mix     | 279        | Asi Moshe            | €97.465    | Kristoffer Rasmussen |
| 10 | €25.500 Mixed Games Championship                | 45         | Besim Hot            | €385.911   | Phil Hellmuth        |
| 11 | €2.200 Pot Limit Omaha                          | 271        | Tomas Ribeiro        | €128.314   | Omar Eljach          |
| 12 | €100.000 Diamond High Roller No Limit Hold'em   | 72         | Chin Wei Lim         | €2.172.104 | Jean-Noël Thorel     |
| 13 | €2.500 Short Deck No Limit Hold'em              | 179        | Kahle Burns          | €101.834   | Manig Loeser         |
| 14 | €10.350 No Limit Hold'em Main Event             | 541        | Alexandros Kolonias  | €1.133.678 | Claas Segebrecht     |
| 15 | €550 Colossus No Limit Hold'em                  | 2.738      | Bertrand Grospellier | €190.375   | Avraham Dayan        |

### 2021
- Accommodatie: King's Resort, Rozvadov
- Datum: 19 november tot en met 8 december 2021
- Totaal aantal toernooien: 15

| #  | Toernooi                                      | Deelnemers | Winnaar                 | Prijs      | Verliezend finalist       |
| -- | --------------------------------------------- | ---------- | ----------------------- | ---------- | ------------------------- |
| 1  | €350 Opener No Limit Hold'em                  | 1.789      | Antonello Ferraiuolo    | €77.570    | Levent Efe                |
| 2  | €550 Pot Limit Omaha 8-Max                    | 623        | Björn Verbakel          | €59.250    | Feng Zhao                 |
| 3  | €1.350 Mini Main Event                        | 1.397      | Emil Bise               | €260.525   | Marius-Alexandru Gicovanu |
| 4  | €2.000 Pot Limit Omaha                        | 241        | Samuel Stranak          | €101.764   | Alan Sabo                 |
| 5  | €550 No Limit Hold'em Colossus                | 2.478      | Edmond Jahjaga          | €158.125   | Riadh Farhat              |
| 6  | €1.650 PLO/NLH Mixed                          | 339        | Antoine Vranken         | €113.000   | Moncef Karoui             |
| 7  | €5.000 Pot Limit Omaha                        | 184        | Maximilian Klostermeier | €204.010   | Joni Jouhkimainen         |
| 8  | €2.500 Short Deck                             | 98         | Julien Martini          | €60.009    | Philipp Schwab            |
| 9  | €1.100 No Limit Hold'em Bounty Hunter         | 604        | Sergiu Covrig           | €79.282    | Michael Strauch           |
| 10 | €25.000 No Limit Hold'em Platinum High Roller | 72         | Andrij Ljubowezkyj      | €518.430   | Joni Jouhkimainen         |
| 11 | €1.650 No Limit Hold'em 6-Max                 | 535        | Simone Andrian          | €158.616   | Josef Snejberg            |
| 12 | €2.000 8-Game Mix                             | 61         | Julien Martini          | €33.910    | Ole Schemion              |
| 13 | €50.000 No Limit Hold'em Diamond High Roller  | 73         | Romain Le Dantec        | €207.267   | Sonny Franco              |
| 14 | €10.350 No Limit Hold'em Main Event           | 688        | Josef Guláš             | €1.276.712 | Johan Guilbert            |
| 15 | €100.000 Super High Roller                    | 228        | Alessandro Pichierri    | €148.008   |                           |

### 2022
- Accommodatie: King's Resort, Rozvadov
- Datum: 26 oktober tot en met 16 november 2022
- Totaal aantal toernooien: 15

| #  | Toernooi                                      | Deelnemers | Winnaar             | Prijs      | Verliezend finalist     |
| -- | --------------------------------------------- | ---------- | ------------------- | ---------- | ----------------------- |
| 1  | €350 No-Limit Hold'em Opener                  | 2.454      | Fabio Peluso        | €95.670    | Carlo Savinelli         |
| 2  | €550 Pot-Limit Omaha 8-Max                    | 566        | Helmut Phung        | €55.132    | Martin Almaas           |
| 3  | €1.350 Mini Main Event                        | 1.431      | Ilija Savevski      | €245.319   | Stefan Schoss           |
| 4  | €2.000 Pot-Limit Omaha                        | 221        | Anson Tsang         | €95.461    | Tomasz Gluszko          |
| 5  | €550 No-Limit Hold'em Colossus                | 2.982      | Lubos Laska         | €170.568   | Nino Pansier            |
| 6  | €5.000 Pot-Limit Omaha                        | 223        | Roman Verenko       | €247.288   | Omar Eljach             |
| 7  | €1.650 No-Limit Hold'em 6-Handed              | 413        | Max Kruse           | €134.152   | Dorian Melchers         |
| 8  | €25.000 No-Limit Hold'em Platinum High Roller | 67         | Paul Phua           | €482.433   | Gab Yong Kim            |
| 9  | €2.200 Short Deck                             | 91         | Emil Bise           | €49.521    | Jakub Koleckar          |
| 10 | €2.000 8-Game Mix                             | 102        | Thomer Pidun        | €49.245    | Oleksii Kovalchuk       |
| 11 | €50.000 No-Limit Hold'em Diamond High Roller  | 45         | Orpen Kisacikoglu   | €748.106   | Sam Grafton             |
| 12 | €10.350 No-Limit Hold'em Main Event           | 763        | Omar Eljach         | €1.380.128 | Jonathan Pastore        |
| 13 | €1.650 PLO/NLH Mixed                          | 251        | Yair van Ruiten     | €85.405    | Ioannis Angelou Konstas |
| 14 | €1.100 No-Limit Hold'em Bounty Hunter         | 436        | Karim Maekelberg    | €62.111    | Theo Schmitt            |
| 15 | €1.000 No-Limit Hold'em Turbo Freezeout       | 211        | Andriy Lyubovetskiy | €45.606    | Oleksii Kovalchuk       |

### 2023
- Accommodatie: King's Resort, Rozvadov[2]
- Datum: 25 oktober tot 15 november 2023[2]
- Totaal aantal toernooien: 15[3]

| #  | Toernooi                                                  | Deelnemers | Winnaar            | Prijs      | Verliezend finalist        |
| -- | --------------------------------------------------------- | ---------- | ------------------ | ---------- | -------------------------- |
| 1  | €350 No-Limit Hold'em Opener                              | 3.503      | Lukas Pazma        | €120.350   | Andras Balogh              |
| 2  | €550 Pot-Limit Omaha 8-Max                                | 719        | Omar Eljach        | €65.900    | Diana Volcovschi           |
| 3  | €1.350 Mini Main Event                                    | 1.729      | Sokratis Linaras   | €310.350   | Daniel Lehmann             |
| 4  | €2.000 Pot-Limit Omaha                                    | 206        | Hokyiu Lee         | €91.183    | Dario Alioto               |
| 5  | €550 No-Limit Hold'em Colossus                            | 3.436      | Ermanno Di Nicola  | €210.350   | Alain Deniz Saka           |
| 6  | €5.000 Pot-Limit Omaha                                    | 202        | Wing Po Liu        | €230.000   | Omar Eljach                |
| 7  | €1.650 No-Limit Hold'em 6-Handed                          | 495        | Tobias Peters      | €143.100   | Barny Boatman              |
| 8  | €25.000 No-Limit Hold'em GGMillion$                       | 89         | Daniel Dvoress     | €600.000   | Michael Rocco              |
| 9  | €1.100 No-Limit Hold'em Mystery Bounty                    | 803        | Tobias Garp        | €92.300    | Adi Rajkovic               |
| 10 | €2.000 8-Game Mix                                         | 97         | Dainius Antanaitis | €47.770    | Ian Bradley                |
| 11 | €1.100 No-Limit Hold'em Turbo Bounty Hunter               | 570        | Joakim Andersson   | €70.000    | Samantha Algeri            |
| 12 | €50.000 No-Limit Hold'em Diamond High Roller              | 34         | Santhosh Suvarna   | €650.000   | Ren Lin                    |
| 13 | €10.350 Main Event No-Limit Hold'em European Championship | 817        | Max Neugebauer     | €1.500.000 | Eric Tsai                  |
| 14 | €1.000 No-Limit Hold'em Turbo Freezeout                   | 128        | Bernd Gleissner    | €46.700    | Candido Gabriele Cappiello |
| 15 | €550 No-Limit Hold'em Closer                              | 628        | Maurice Nass       | €60.000    | Traian Stanciu             |